# Sparassidae
Famille
Synonymes
- Heteropodidae Thorell, 1873
- Micrommatidae Bertkau, 1878
- Eusparassidae Jarvi, 1912

Les Sparassidae sont une famille d'araignées aranéomorphes.
Elles pratiquent la chasse à l'affût sur des proies très rapides (d'où leur nom anglophone de « Huntsman spiders »).

## Distribution

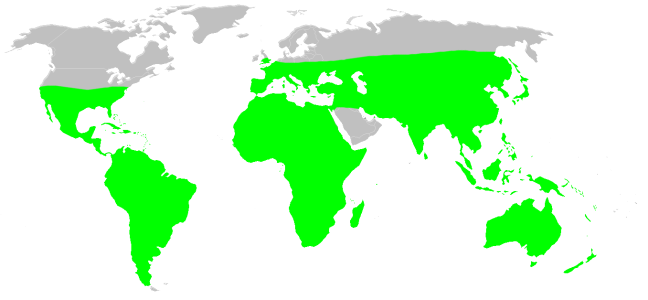
Distribution

Araignées à répartition pantropicale, les espèces de cette famille se rencontrent sur tous les continents sauf aux pôles.
Trois espèces sont indigènes en France : Olios argelasius, Micrommata ligurina et Micrommata virescens. « Ces araignées sont assez facilement déterminables par leur habitus et leur habitat : Micrommata virescens est plus liée aux zones herbeuses humides (prairies humides, tourbières,…) tandis que M. ligurina est plus thermophile (pelouses et prairies sèches). Quant à Olios argelasius, bien plus gros et nettement méditerranéen, il se rencontre assez fréquemment dans les maisons mais aussi dans la nature sur la strate arbustive des zones chaudes ».

## Habitat

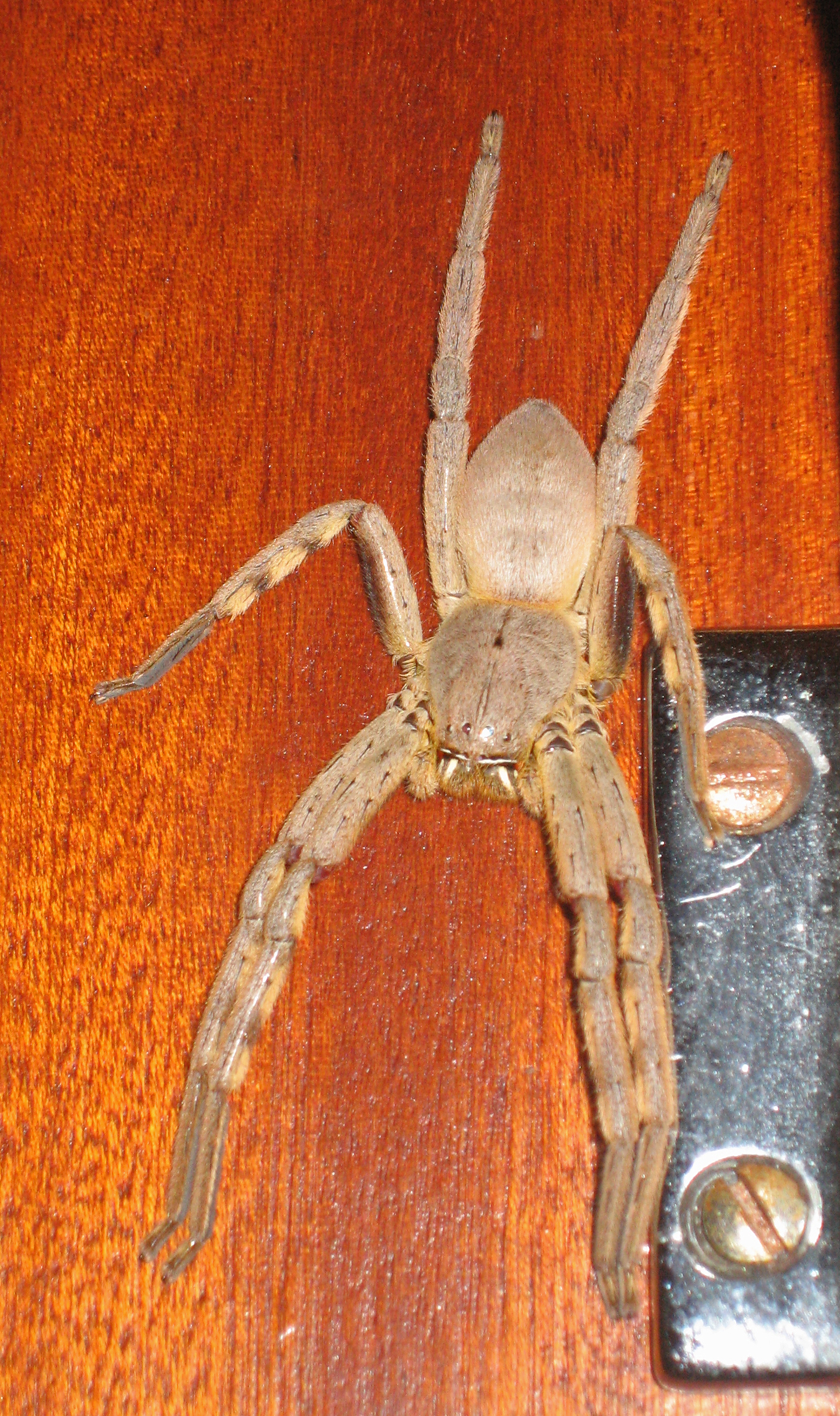
L'araignée de pluie est souvent observée la nuit près des habitations ou dans leurs pièces allumées car leurs proies favorites (mouches, moustiques…) sont positivement phototactiques (attirées par la lumière)

Ce sont typiquement des chasseuses nocturnes qui fréquentent des milieux très divers (depuis les déserts jusqu'aux régions littorales ou montagneuses, sur les arbres des forêts ou sur la végétation basse) et peuvent se retrouver dans des habitations humaines lorsqu'elles y trouvent des blattes à chasser.

## Description

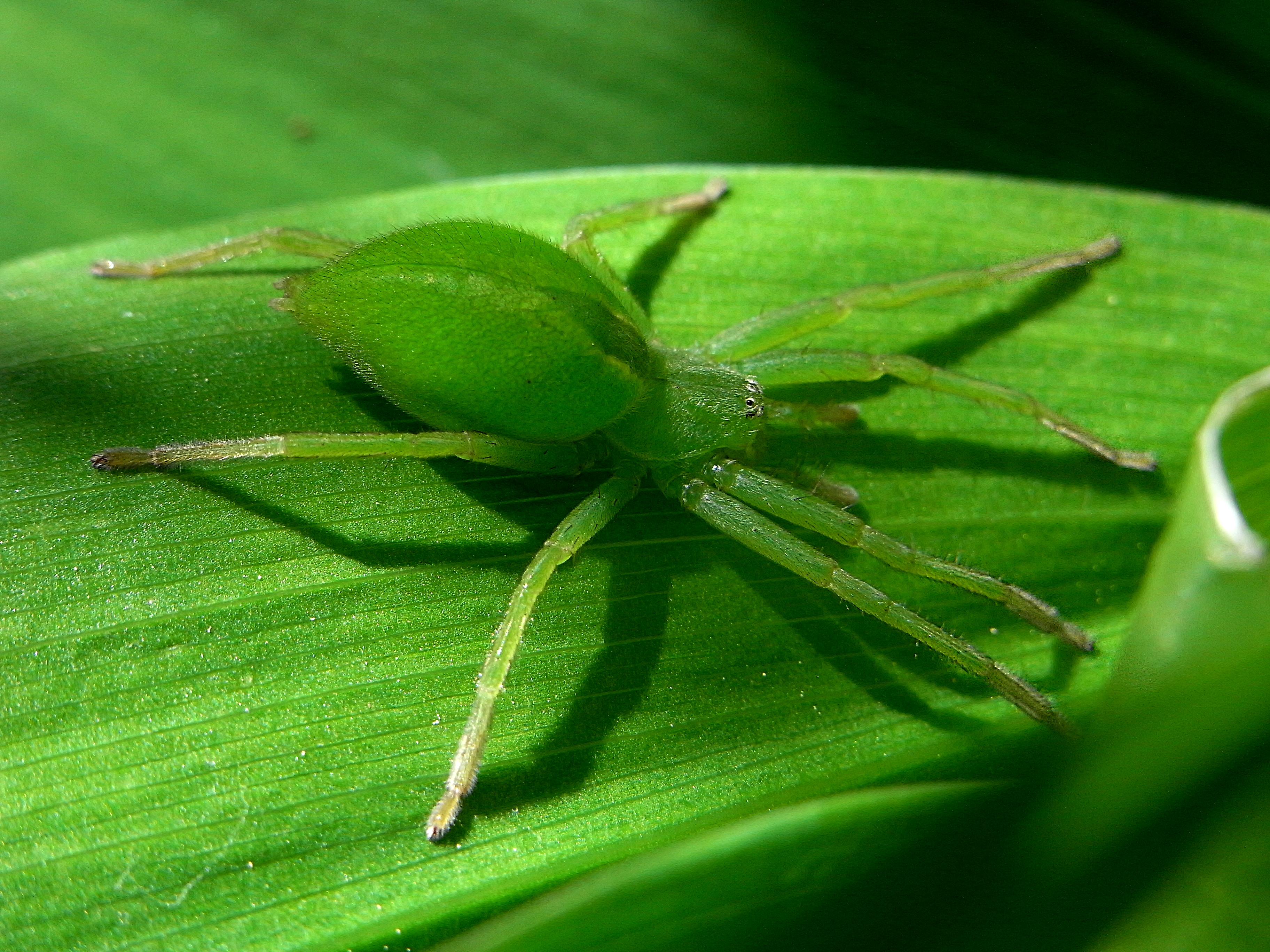
Micrommata virescens.

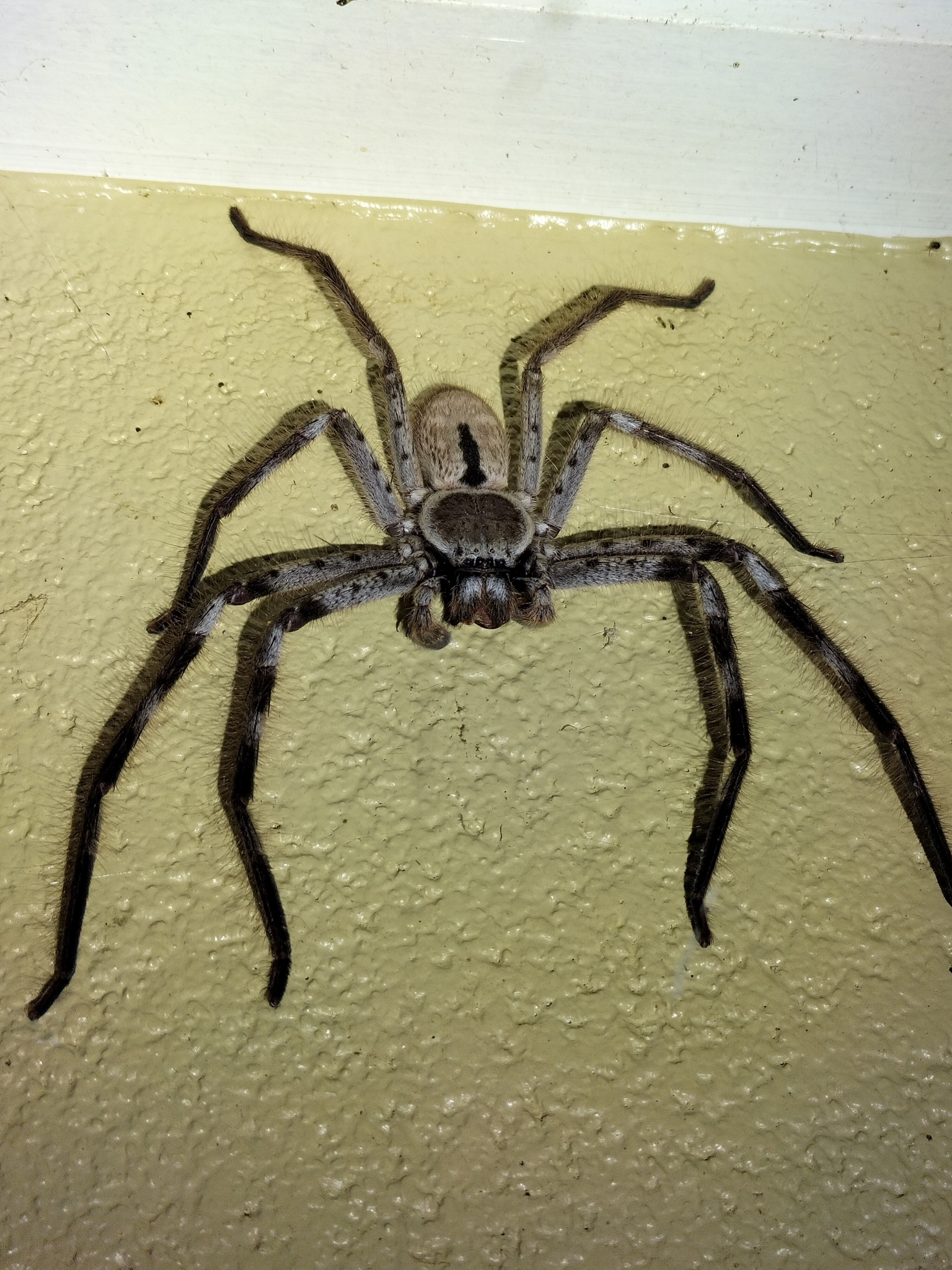
Holconia immanis.

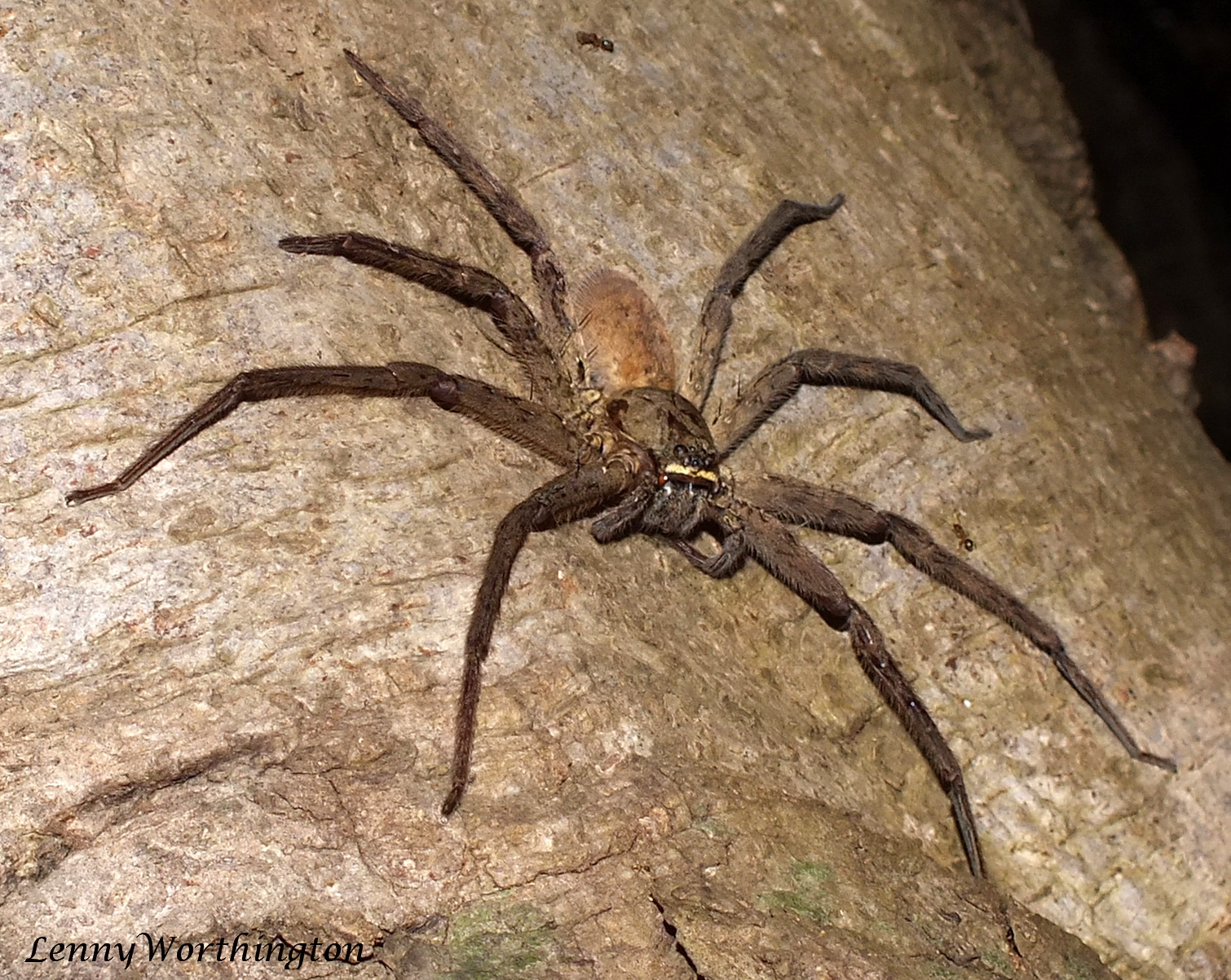
Heteropoda venatoria, connue sous son nom en créole réunionnais de Babouk, est une araignée typique des îles de l'océan Indien.

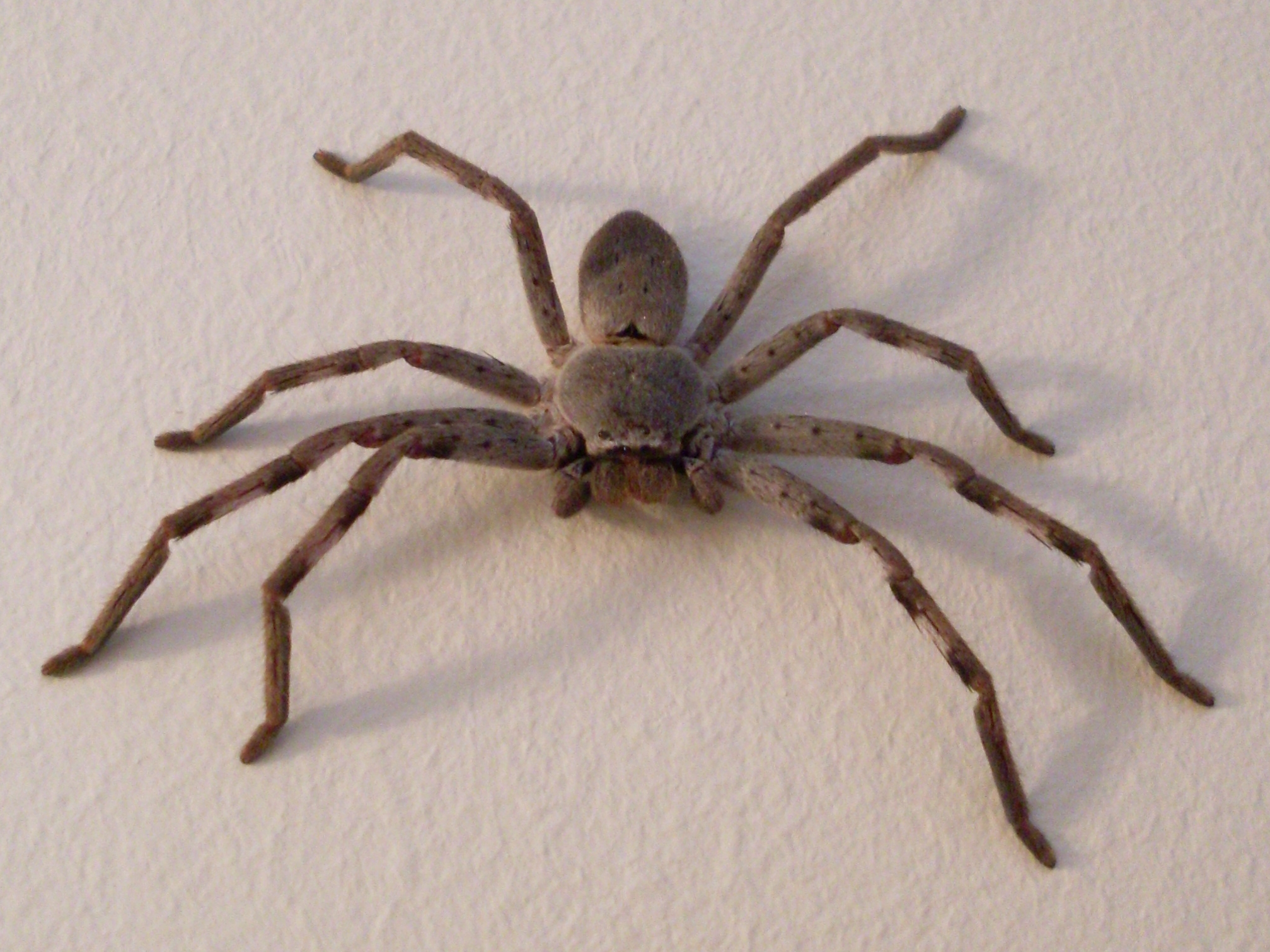
Isopeda vasta.

Leurs critères diagnostiques sont les paires de pattes déployées sur le côté (implantation latérigrade), ce qui leur permet de courir sur le côté et en arrière, comme les crabes (cette famille faisant partie de celles qui sont désignées par le nom vernaculaire d'araignées-crabes). La deuxième paire est légèrement plus longue.
Ce sont des araignées de grande taille (corps de 6 à 40 mm, avec une envergure pattes étalées pouvant atteindre 100 mm, et même plus chez Heteropoda maxima qui est la plus grande araignée connue à ce jour, avec une envergure de 25 à 30 cm pour un corps de 46 mm au maximum), mais inoffensives pour l'homme car elles ne sont pas agressives, pouvant être responsables de quelques cas de morsures douloureuses mais sans effet majeur (venin non potentiellement toxique). Leur aire visuelle est constituée de deux rangées d'yeux, les médians étant généralement plus gros. Les tarses et métatarses sont dotés de scopules. L'apex des métatarses avec une membrane trilobée molle permet une hypermobilité des tarses.
Une fovéa est visible au centre du céphalothorax. L'abdomen rond à ovale, rarement allongé, présente souvent avec un motif dorsal, le folium et est couvert d'une couche dense de soies très fines. La couleur va de blanc crème à brun foncé ou gris, souvent avec des rayures plus foncées et un motif marbré. Certaines espèces sont vertes ou blanches, avec des marques jaunes ou rouges

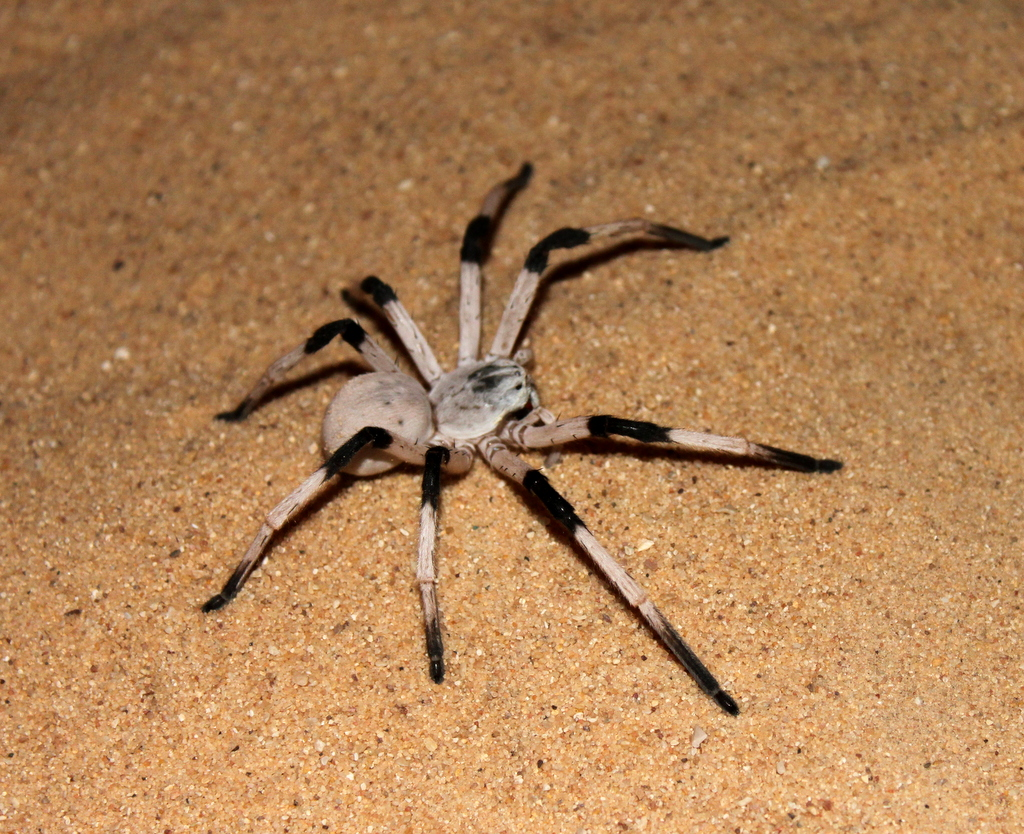
Cerbalus aravaensis

Au Laos, on a observé des mâles d'Heteropoda maxima dont la longueur pattes étalées atteint 30 cm. Provoquées, ces araignées peuvent mordre, ce qui engendre des douleurs locales et de petites enflures.

## Paléontologie
Cette famille est connue depuis le Paléogène.

## Liste des genres
Selon World Spider Catalog (version 26, 29/04/2025) :
- Adcatomus Karsch, 1880
- Anaptomecus Simon, 1903
- Anchonastus Simon, 1898
- Arandisa Lawrence, 1938
- Barylestis Simon, 1909
- Beregama Hirst, 1990
- Berlandia Lessert, 1921
- Bhutaniella Jäger, 2000
- Borniella Grall & Jäger, 2022
- Caayguara Rheims, 2010
- Carparachne Lawrence, 1962
- Cebrennus Simon, 1880
- Cerbalus Simon, 1897
- Chrosioderma Simon, 1897
- Clastes Walckenaer, 1837
- Cuiambuca Rheims, 2023
- Curicaberis Rheims, 2015
- Damastes Simon, 1880
- Decaphora Franganillo, 1931
- Deelemanikara Jäger, 2021
- Defectrix Petrunkevitch, 1925
- Delena Walckenaer, 1837
- Dermochrosia Mello-Leitão, 1940
- Diminutella Rheims & Alayón, 2018
- Eusparassus Simon, 1903
- Exopalystes Hogg, 1914
- Extraordinarius Rheims, 2019
- Geminia Thorell, 1897
- Gnathopalystes Rainbow, 1899
- Guadana Rheims, 2010
- Heteropoda Latreille, 1804
- Holconia Thorell, 1877
- Irileka Hirst, 1998
- Isopeda L. Koch, 1875
- Isopedella Hirst, 1990
- Keilira Hirst, 1989
- Leucorchestris Lawrence, 1962
- Macrinus Simon, 1887
- Martensikara Jäger, 2021
- Martensopoda Jäger, 2006
- May Jäger & Krehenwinkel, 2015
- Megaloremmius Simon, 1903
- Menarik Grall & Jäger, 2022
- Meri Rheims & Jäger, 2022
- Micrommata Latreille, 1804
- Micropoda Grall & Jäger, 2022
- Microrchestris Lawrence, 1962
- Nativus Casas & Rheims, 2023
- Neosparassus Hogg, 1903
- Neostasina Rheims & Alayón, 2016
- Nolavia Kammerer, 2006
- Nungara Pinto & Rheims, 2016
- Olios Walckenaer, 1837
- Orchestrella Lawrence, 1965
- Origes Simon, 1897
- Paenula Simon, 1897
- Palystella Lawrence, 1928
- Palystes L. Koch, 1875
- Panaretella Lawrence, 1937
- Pandercetes L. Koch, 1875
- Papiri Rheims, 2025
- Parapalystes Croeser, 1996
- Pediana Simon, 1880
- Platnickopoda Jäger, 2020
- Pleorotus Simon, 1898
- Polybetes Simon, 1897
- Prusias O. Pickard-Cambridge, 1892
- Prychia L. Koch, 1875
- Pseudomicrommata Järvi, 1912
- Pseudopoda Jäger, 2000
- Quemedice Mello-Leitão, 1942
- Remmius Simon, 1897
- Rhacocnemis Simon, 1898
- Rhitymna Simon, 1897
- Sadala Simon, 1880
- Sagellula Strand, 1942
- Sarotesius Pocock, 1898
- Sinopoda Jäger, 1999
- Sivalicus Dyal, 1957
- Sparianthina Banks, 1929
- Sparianthis Simon, 1880
- Spariolenus Simon, 1880
- Staianus Simon, 1889
- Stasina Simon, 1877
- Stasinoides Berland, 1922
- Stipax Simon, 1898
- Strandiellum Kolosváry, 1934
- Thelcticopis Karsch, 1884
- Thomasettia Hirst, 1911
- Thunberga Jäger, 2020
- Tibellomma Simon, 1903
- Tiomaniella Grall & Jäger, 2022
- Tychicus Simon, 1880
- Typostola Simon, 1897
- Uaica Rheims, 2025
- Uaiuara Rheims, 2013
- Vindullus Simon, 1880
- Yiinthi Davies, 1994
- Zachria L. Koch, 1875

Selon World Spider Catalog (version 23.5, 2023) :
- † Caduceator Petrunkevitch, 1942

## Systématique et taxinomie
Cette famille a été décrite par Bertkau en 1872.
Elle rassemble 1 536 espèces dans 99 genres.

## Publication originale
- Bertkau, 1872 : « Über die Respirationsorgane der Araneen. » Archiv für Naturgeschichte, vol. 38, p. 208-233 (texte intégral).